# Garaeus nankingensis
Garaeus nankingensis là một loài bướm đêm trong họ Geometridae.